# Ida Östergren
Ida Charlotta Östergren, född 29 september 1865 i Hedvig Eleonora församling, Stockholms stad, död 20 augusti 1940 i Jakobs församling, samma stad, var en svensk skådespelerska.

## Biografi
Ida Östergren föddes 1865 i Stockholm. Hon var från 1891 till 1893 elev vid Dramatiska teatern i Stockholm och var från 1893 anställd hos Hjalmar Selander.
Östergren har bland annat innehaft rollerna Sanda i Bröllopet på Valéni, Elsa i Ett ungkarlshem, Regina von Emmeritz, Niobe och Sigrid i Bröllopet på Ulfåsa.